# Robert Finke
Robert Christian Finke (Tampa, 6 de noviembre de 1999) es un deportista estadounidense que compite en natación, especialista en el estilo libre. Más conocido como Bobby Finke
Participó en dos Juegos Olímpicos de Verano, obteniendo cuatro medallas, dos de oro en Tokio 2020, en las pruebas de 800 m libre y 1500 m libre, y dos en París 2024, oro en 1500 m libre y plata en 800 m libre.
Ganó cuatro medallas en el Campeonato Mundial de Natación, en los años 2022 y 2023.
Estudió el grado en Gestión de la Construcción en la Universidad de Florida.

## Trayectoria
Finke nació en Tampa, Florida el 6 de noviembre de 1999. La madre de Finke, Jeanne, nadó para Ball State, mientras que su padre, Joe, es entrenador de natación en Saint Petersburg Aquatics. Finke también tiene dos hermanas mayores: Autumn Skye Finke, que nadó para la Universidad de Florida, y Ariel Summer Finke, que nadó para la Universidad Estatal de Florida y la Universidad Estatal de Carolina del Norte. 
A los 14 años, Finke rompió el récord de la competencia de estilo libre de 800 m del Campeonato Estatal de Grupos de Edad de Florida (FLAGS) con un tiempo de 8:25.20. Luego rompió el récord de la competencia de estilo libre de 1500 m, perdiendo más de 15 segundos, para un tiempo de 15:56.82. Finke también ganó el Campeonato Nacional Juvenil de Aguas Abiertas de EE. UU. al terminar primero entre todos los nadadores menores de 18 años. Finke terminó séptimo en la general en un campo que incluía tanto a los nadadores profesionales de aguas abiertas como a los nadadores universitarios.
Finke se graduó de Countryside High School en Clearwater (Florida) , donde compitió con el equipo de su escuela secundaria. También nadó en el club Saint Petersburg Aquatics , donde fue entrenado por Fred Lewis, y nadó junto a nadadores notables, como Melanie Margalis y Nic Fink. Finke logró mucho durante sus años de escuela secundaria. Finke se convirtió en clasificado para el Campeonato Mundial del Equipo de Estados Unidos en la FINA en 2017 y miembro del equipo nacional de natación de EE. UU. En el Campeonato Nacional Phillips 66 de 2018, Finke terminó segundo en los 1.500 metros estilo libre en 14:55.34. Finke registró el tercer tiempo más rápido en los 1.500 metros estilo libre en el Campeonato Pan Pacific de 2018 con una marca de 14:48.79. También se convirtió en dos veces NISCA All-American y dos veces USA Swimming Scholastic All-America. Finke también fue campeón estatal en varios eventos de natación en la División 4A de Florida . Al ingresar a la universidad, Finke ocupó el puesto n.° 18 entre los reclutas en general y el n.° 1 en el estado de Florida en la clase de 2018.
Robert Finke nadó para la Universidad de Florida en Gainesville, Florida, de 2018 a 2022, donde fue uno de los máximos goleadores del equipo. El entrenador universitario de Finke fue Anthony Nesty. Durante su tiempo en la Universidad de Florida, Finke ganó una plétora de elogios. Algunos de estos galardones son once veces All-American, 2020 All-SEC First Team, 2020 Campeón de la SEC (1.650 libres), 2020 Cuadro de Honor Académico de la SEC, 2019 Campeón de la SEC (1.650 libres y 400 IM), 2019 All-SEC First-Team, 2019 Co-SEC Freshmen Swimmer of the Year, 2019 SEC All-Freshman team, 2021 Campeón de la NCAA en 400yIM y 1650y Estilo Libre y 2022 Campeón de la NCAA en 1650y Estilo Libre.  Finke se hizo profesional tras los Campeonatos de la NCAA de 2022 y ha seguido entrenando en la Universidad de Florida bajo las órdenes del entrenador Anthony Nesty.

### Pruebas Olímpicas 2020
El otoño anterior a los Juegos Olímpicos de verano de 2020, en noviembre de 2020, Finke ganó la medalla de oro en los 1500 metros libres con un tiempo de 15:09.14, la medalla de plata en los 800 metros libres con un tiempo de 7:53.05, y la medalla de plata en los 400 metros individuales con un tiempo de 4:18.08 en los U.S. Open de Natación 2020. En junio de 2021, Finke se convirtió en uno de los 53 nadadores nombrados para representar a Estados Unidos en los 2020 Juegos Olímpicos de Tokio. Se clasificó en las pruebas masculinas de 800 metros estilo libre y 1500 metros estilo libre, quedando primero en ambas pruebas en Omaha, Nebraska.

### Juegos Olímpicos de verano de 2020
En su primera prueba olímpica, Finke ganó el oro en la 800 metros estilo libre masculino, estableciendo un nuevo récord estadounidense con un tiempo de 7:41,87. También quedó primero en la 1500 metros libres masculinos con un tiempo de 14: 39:65, convirtiéndose en el primer estadounidense en ganar la prueba desde 1984. En las finales de ambas pruebas, Finke iba por detrás a falta de 50 metros, pero logró la victoria en el último minuto.  Nadó los últimos 50 metros de los 1500 en sólo 25. 78 segundos, más de un segundo más rápido que cualquier otro nadador en la final. También fue más rápido que la vuelta final de cualquier competidor en la final masculina de 200 metros y más de medio segundo más rápido que los 26. 39 segundos de sus propios 50 metros finales en los 800 metros.

### Pruebas olímpicas de 2024
En junio de 2024, en las Pruebas olímpicas de Estados Unidos, Finke compitió tanto en los 800 metros libres masculinos como en los 1500 metros libres masculinos. Terminó primero en ambas pruebas, asegurándose su plaza para defender su medalla de oro en los Juegos Olímpicos de París 2024.

### Juegos Olímpicos de Verano de 2024
Finke compitió tanto en 800 metros estilo libre masculino como en 1500 metros estilo libre masculino. Fue medalla de plata en los 800 metros libres, con un tiempo de 7:38.75, a medio segundo del medallista de oro, el irlandés Daniel Wiffen.
Finke estableció el récord del mundo en los 1500 metros estilo libre con un tiempo de 14:30.67 para ganar el oro en los Juegos Olímpicos de París 2024.
Finke nadó por primera vez un Récord de Estados Unidos en los Juegos Olímpicos de 2020 en los 800 metros libres masculinos. En las eliminatorias de la prueba, hizo un tiempo de 7:42.72. En la final, su tiempo de 7:41.87 batió su récord.Batió el récord en los Campeonatos Mundiales Acuáticos de 2022 con un tiempo de 7:39.36. Un año después, en los Campeonatos Mundiales Acuáticos de 2023, rebajó el récord a 7:38. 67.
También en los Campeonatos Mundiales Acuáticos de 2022, Finke batió el récord estadounidense en los 1500 metros libres con un tiempo de 14:36.70.Volvió a batir el récord en los Campeonatos Mundiales Acuáticos de 2023 nadando en 14:31.59.
Finke también posee el récord del Abierto de Estados Unidos (el tiempo más rápido en suelo estadounidense) en los 800 metros estilo libre. Lo estableció por primera vez con un tiempo de 7:43.32 en los US International Team Trials 2022 Phillips 66. Luego lo bajó a 7:40. 34 en los US International Team Trials Phillips 66 de 2023.
Finke posee también el récord del Open de Estados Unidos en los 1500 metros libres. Lo estableció con 14:42.81 en las Pruebas del Equipo Internacional de Estados Unidos Phillips 66 de 2023. Más tarde lo batió en las Pruebas del Equipo Olímpico de EE. UU de 2024 con un tiempo de 14:40.28.
En piscina corta, Finke batió el récord estadounidense de 1650 m estilo libre con un tiempo de 14:12.08 en los Campeonatos de la SEC de 2020.

## Premios y honores
- Premio Golden Goggle Carrera masculina del año: 2021,[33] 2022,[34] 2023[35]
- Premio Golden Goggle al deportista masculino del año: 2022[34]

## Palmarés internacional
| Juegos Olímpicos   | Juegos Olímpicos    | Juegos Olímpicos  | Juegos Olímpicos |
| Año                | Lugar               | Medalla           | Prueba           |
| ------------------ | ------------------- | ----------------- | ---------------- |
| 2020               | Tokio (Japón)       | Medalla de oro    | 800 m libre      |
| 2020               | Tokio (Japón)       | Medalla de oro    | 1500 m libre     |
| 2024               | París (Francia)     | Medalla de oro    | 1500 m libre     |
| 2024               | París (Francia)     | Medalla de plata  | 800 m libre      |
| Campeonato Mundial |                     |                   |                  |
| Año                | Lugar               | Medalla           | Prueba           |
| 2022               | Budapest (Hungría)  | Medalla de oro    | 800 m libre      |
| 2022               | Budapest (Hungría)  | Medalla de plata  | 1500 m libre     |
| 2023               | Fukuoka (Japón)     | Medalla de plata  | 1500 m libre     |
| 2023               | Fukuoka (Japón)     | Medalla de bronce | 800 m libre      |
| 2025               | Singapur (Singapur) | Medalla de bronce | 1500 m libre     |